# Refik Anadol
Pour les articles homonymes, voir Anadol.
Refik Anadol, né le 7 novembre 1985 à Istanbul (Turquie), est un artiste des nouveaux médias et designer turco-américain.
Ses projets consistent en des algorithmes d'apprentissage automatique basés sur les données qui créent des environnements abstraits et oniriques. Il vit et travaille à Los Angeles.

## Biographie
Refik Anadol naît et grandit à Istanbul, en Turquie. Il obtient un baccalauréat ès arts en photographie et vidéo et une maîtrise en beaux-arts de l'Université Bilgi d'Istanbul. Après ses études en Turquie, il s'installe aux États-Unis pour suivre le programme Design Media Arts de l'Université de Californie à Los Angeles où il obtient un deuxième Master en Beaux-Arts. Refik Anadol vit actuellement à Los Angeles, en Californie, où sont basés Refik Anadol Studio et RAS LAB qui se consacre à la recherche et à la culture de « nouvelles façons de créer des récits de données et de l'intelligence artificielle ».

## Travail
Refik Anadol commence sa carrière en créant des commandes d'art public permanentes telles que le projet Virtual Depictions (2015) à San Francisco et le data painting Wind of Boston (2017) à South Boston, tous deux utilisant des données numériques.
D'autres installations d'art public permanentes sont Interconnected (2018), un écran d'art animé de 2 147 pieds carrés à l'aéroport international Charlotte Douglas, Virtual Applique au Beverly Center de Los Angeles ou Data Chrystal une installation à grande échelle, 3-D imprimé, sculpture de données IA installée au Portland Building à Portland, dans l'Oregon.
D'autres commandes incluent des installations temporaires telles que le projet « Infinity Room » au Zorlu Performing Arts Center (en) lors de la Biennale d'Istanbul 2015, où il crée un environnement immersif transformant toutes les surfaces de la pièce en un espace abstrait en mouvement infini. Le projet « Infinity Room » est ensuite exposé au SXSW à Austin, au Texas.
En 2018, Refik Anadol est chargé de projeter des œuvres sur le Walt Disney Concert Hall, dans le cadre de la célébration de leur anniversaire, avec une animation de sculpture de données de douze minutes intitulée « WDCH Dreams ». L'animation présentait une série de photographies abstraites numériquement, d'enregistrements audio et vidéo trouvés dans les archives des salles de concert.
En 2019, il conçoit « Machine Hallucination », une installation audiovisuelle immersive, présentée à Artechouse, un espace d'art numérique du Chelsea Market à New York. Le projet traite des ensembles de données d'images accessibles au public de la ville de New York, comprenant plus de 300 millions de photos et 113 millions d'autres points de données brutes. La même année, Refik Anadol crée « Seoul Haemong », une projection de 16 minutes sur le bâtiment Dongdaemun Design Plaza (DDP) à Séoul, en Corée du Sud, réalisée par l'architecte Zaha Hadid, célébrant les fêtes de fin d'année en Corée.
En 2021, il participe à la Biennale d'architecture de Venise avec l'artiste turco-américain Gökhan S. Hotamışlıgil.
En 2021, Refik Anadol crée une installation pour Bulgari, une marque de luxe italienne, pour honorer la créativité unique derrière la collection Serpenti. Cette œuvre s'inspire du « concept de métamorphose, incarné par l'icône du design la plus convoitée de la Maison » et est considérée comme la première œuvre d'art d'intelligence artificielle réalisée pour une marque de luxe. L'initialisation a eu lieu sur la Piazza del Duomo et était accessible au public du 4 au 31 octobre.
En 2023, l'œuvre numérique en trois parties de Refik Anadol, Unsupervised - Machine Hallucinations - MoMA (2022), a été ajoutée à la collection permanente du MoMA. Le travail utilise l'intelligence artificielle générative pour interpréter la collection du MoMA et les apports directs de son environnement.
En 2023-2024, l'exposition Refik Anado : Living Paintings: Nature, se tenant au Kunsthal à Rotterdam (Pays-Bas) lui est consacrée.

## Prix
Refik Anadol a reçu plusieurs prix et reconnaissances pour ce travail, notamment le Microsoft Research's Best Vision Award, le German Design Award, le UCLA Art+Architecture Moss Award, l'University of California Institute for Research in the Arts Award, les SEGD Global Design Awards et le Google's Art and Machine Intelligence. Prix de résidence d'artiste.

## NFT
La série Machine Hallucination s'inspire de la collaboration de son studio avec la NASA JPL et de ses recherches à long terme sur l'histoire photographique de l'exploration spatiale. Les droits de propriété intellectuelle de huit installations d'œuvres d'art vidéo de la série ont été vendus lors d'une vente aux enchères de Sotheby's à Hong Kong pour 5 millions de dollars américains. La vente a établi un nouveau record en Asie en tant que collection NFT la plus chère vendue par un seul artiste.